# Wałentyn Slusar
Wałentyn Wasylowycz Slusar, ukr. Валентин Васильович Слюсар (ur. 15 września 1977 w Kijowie, Ukraińska SRR) – ukraiński piłkarz grający na pozycji pomocnika, reprezentant Ukrainy, trener piłkarski.

## Kariera piłkarska

### Kariera klubowa
Wychowanek DJuSSz Dynamo Kijów. Pierwszy trener Wiktor Kaszczej. Rozpoczynał grać w piłkę nożną w drugiej i trzeciej drużynie Dynama. W 1998 przeszedł do Metałurha Donieck, skąd w następnym roku podał się do Rostsielmasza Rostów nad Donem. W latach 2000–2005 bronił barw ukraińskich klubów Obołoń-PPO Kijów, Zakarpattia Użhorod, Polihraftechnika Oleksandria i} Nywa Winnica. W 2005 nowy trener Myron Markewicz zaprosił go do Metalista Charków. W maju 2009 był dyskwalifikowany na dwa miesiące za nieumyślne użycie preparatu dopingowego. W czerwcu jako wolny agent powrócił do Obołoni. Po zakończeniu sezonu 2011/12 zakończył karierę piłkarską.

### Kariera reprezentacyjna
19 listopada 2008 roku debiutował w narodowej reprezentacji Ukrainy w wygranym 1:0 meczu towarzyskim z Norwegią. Łącznie rozegrał 2 gry reprezentacyjne.

## Kariera trenerska
W lipcu 2012 rozpoczął karierę szkoleniową na stanowisku asystenta trenera młodzieżowej drużyny klubu Howerła Użhorod.

## Sukcesy i odznaczenia

### Sukcesy klubowe
- brązowy medalista Mistrzostw Ukrainy: 2007, 2008, 2009

### Sukcesy reprezentacyjne
- brązowy medalista Mistrzostw Europy U-16: 1994